# Tadeusz Góra

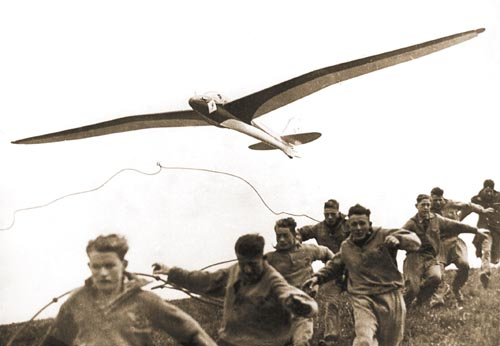
Il PWS-101 di Tadeusz Góra appena decollato. Si noti il cavo elastico rilasciato dopo il traino al verricello.

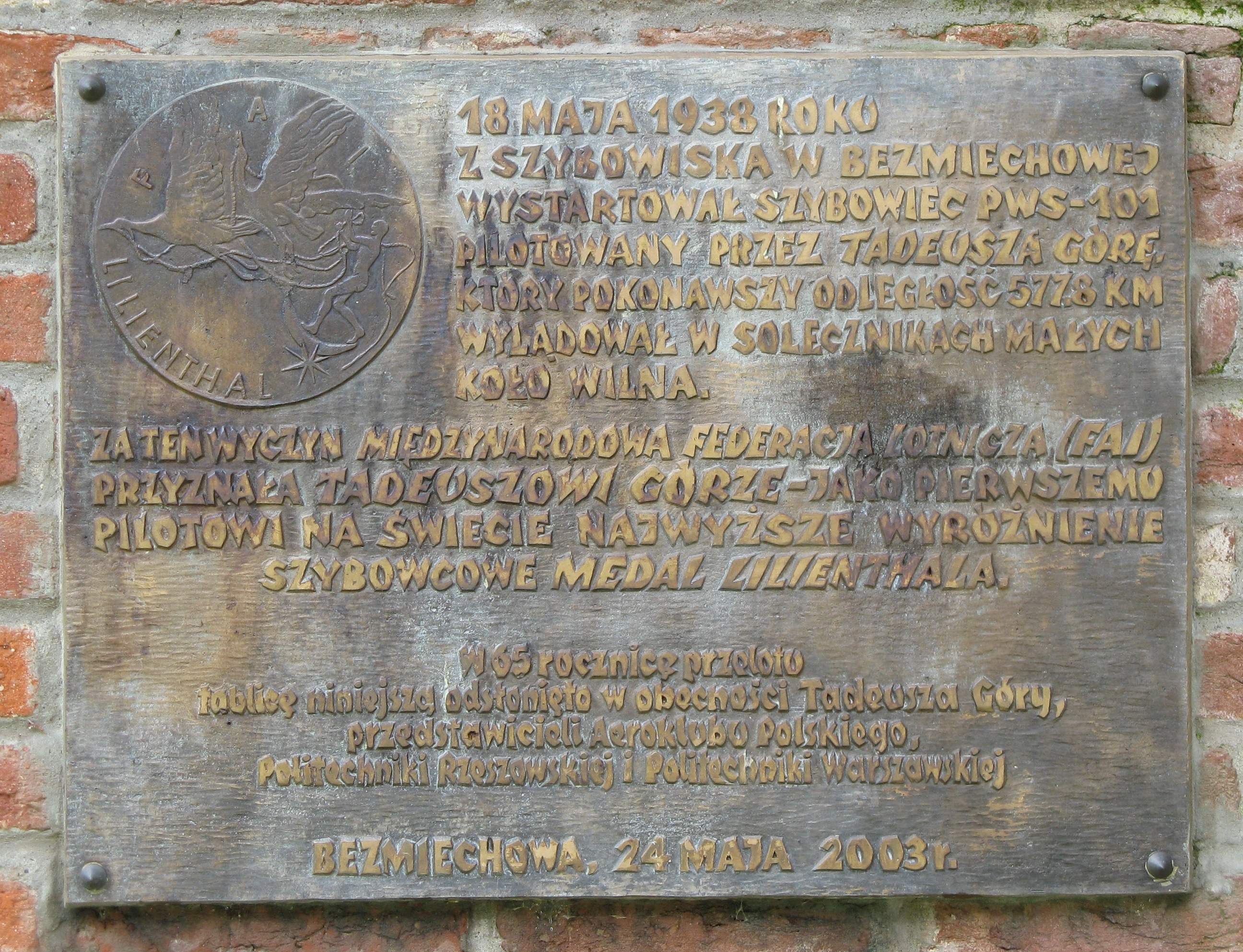
Lapide commemorativa che si trova all'aeroporto per deltaplani di Bezmiechowa Górna. La targa rievoca il volo record in aliante del 1938.

Tadeusz Edward Góra (Cracovia, 19 gennaio 1918 – Świdnik, 4 gennaio 2010) è stato un aviatore e militare polacco noto per aver stabilito, il 18 maggio 1938, il record di volo libero con 577,8 km percorsi e per questo premiato con la Lilienthal Gliding Medal dalla FAI, primo al mondo ad esserne decorato.

## Biografia
Tadeusz nacque a Cracovia dai genitori Jan i Bronisława e Góra, il 19 gennaio 1918, nell'allora territorio dell'Impero austro-ungarico ma diventata, prima del termine dello stesso anno, autonoma come Seconda Repubblica di Polonia. Passa i primi anni di studio con ottimi risultati nel territorio sud orientale del paese tra le città di Stryj e Zamość.
Tra il 1933 ed il 1934 cominciò il corso teorico di volo a vela presso l'aeroclub di Wilno (Vilnius). Il 24 giugno 1933, insieme con altri venti colleghi iniziò il corso pratico nell'aeroporto di volo a vela a Grzegorzewo. L'addestramento venne condotto sugli alianti "Wrona" e "Cwj", e tramite questo ha ottenuto la categoria di volo "A". Nel 1935 a Bezmiechowa ha ottenuto anche le categorie di volo "B" e "C".
Nel 1937 a Luc'k ha iniziato il corso di piloti per aerei, al fine di iscriversi poi alla scuola di allievi ufficiali di Dęblin.
Il 13 maggio 1937 ha eseguito a Bezmiechowa un volo di lunga durata mantenendosi in volo per 18 ore consecutive e nel successivo agosto ha conquistato, ai comandi di un SG-3Bis, il primo posto al quinto campionato nazionale di volo a vela ad Inowrocław.
Il 18 maggio 1938, ai comandi dell'aliante di alte prestazioni PWS-101, decollò da Bezmiechowa riuscendo a raggiungere Male Slonecznki, vicino a Wilno, percorrendo in volo libero 577,8 km, primo record mondiale della specialità. In virtù di questo primato gli è stata conferita l'anno successivo (il 7 gennaio 1939) la Medaglia Lilienthal, ritirata dopo il termine della seconda guerra mondiale a Londra.
Nel 1939 ha partecipato al Rally aereo internazionale di volo a vela di Leopoli (konkurs ISTUS), dove, pilotando un PWS-101, riuscì a conquistare il secondo posto. Quell'estate, ai comandi di un aliante "Orliku", compì un volo da Polichno, nei pressi di Kielce, a Bydgoszcz, coprendo una distanza di 304 km. I successi ne fecero uno dei candidati alla composizione della squadra polacca per i Giochi della XII Olimpiade di Helsinki del 1940, manifestazione che avrebbe dovuto prevedere competizioni olimpiche di volo a vela.
Con l'inizio della Campagna di Polonia del settembre di quello stesso anno, si trasferì in Francia per arruolarsi nel ricostituito esercito polacco in esilio, agli ordini del generale Władysław Sikorski, per poi spostarsi in Inghilterra, quindi il 26 agosto 1940 assegnato alla divisione britannica AACU nr.2.
In questo periodo utilizzò numerosi velivoli a motore per la sua formazione: il Miles M.14 Magister, il DH.82B Queen Bee, il Fairey Swordfish, il Fairey Battle, il Blackburn Shark, l'Hawker Hector, il North American T-6 Texan "Harvard" e l'Heston Phoenix, conseguendo il grado di sergente pilota.
È poi entrato a far parte del No. 316 "City of Warsaw" Polish Fighter Squadron, reparto da caccia della Royal Air Force, ed il 18 novembre 1941 ha combattuto per la prima volta ai comandi di un Supermarine Spitfire Mk VB.
Ha eseguito 883 missioni in 1062 ore e 20 minuti di combattimento, abbattendo 5 aerei tedeschi, distrutto due locomotive e danneggiato un U-Boot della Kriegsmarine. Ha volato su Spitfire, Hellcat II e Corsair IV come comandante di squadrone. Inoltre ha eseguito 28 voli per abbattere le bombe tedesche V1, colpendone una.
Diplomato alla scuola di allievi ufficiali di fanteria e cavalleria motorizzata in Scozia durante la guerra, riceve al termine delle ostilità numerosi riconoscimenti tra cui: medaglia croce d'argento virtuti militari, 3 volte croce al valore militare e numerose mostrine inglesi (come l'Air Crew Europe Star R Ciasp, o il Defence War Medal 1939-45).
Tornato stabilmente in Polonia nel 1948 ha iniziato a prestare servizio come istruttore e poi come capo istruttore nella scuola di volo a vela di Zar. Un anno dopo, terzo pilota polacco, ha ricevuto il distintivo d'oro di volo a vela dall'aviazione polacca. Nel 1950 sempre a Zar ha compiuto un volo di altezza di 5 038 metri, ultima condizione per conquistare il Terzo Diamante, cioè la gratifica massima alla quale può ambire qualsiasi pilota di aliante. È stato il primo polacco a ricevere questo riconoscimento, e il secondo pilota al mondo ad esserne insignito.
A metà degli anni cinquanta ha svolto attività di pilota collaudatore per alianti a Bielsko-Biała. Nel 1957 è diventato capo istruttore nell'aereo club della stessa città, dove il 3 aprile 1958 è diventato membro onorario del medesimo. Nel 1957 è stato chiamato dall'esercito polacco ancora come pilota, quale comandante di squadrone e poi come istruttore deputato al combattimento aereo.
È rimasto nell'esercito sino al 1972 e nel 1977 ha iniziato a volare come pilota di elicottero lavorando per la ditta Wytwórnia Sprzętu Komunikacyjnego "PZL-Świdnik" come istruttore e capo dei voli. Dal 1979 al 1981 è stato istruttore di elicotteri in Libia.
In volo ha percorso diecimila ore, di cui seimila su aerei, 2200 su alianti, e 1700 sugli elicotteri.
Il 19 gennaio 1998 la città di Świdnik lo ha nominato cittadino onorario. Nel 2001 ha ricevuto la carica di cittadino onorario anche da Lesko dove si trova l'aeroporto di Bezmiechowa.
Nel 2004 è stata titolata a suo nome la nuova accademia di volo a vela del politecnico di Rzeszów. Nel 2006 per i meriti acquisiti ha ricevuto la medaglia Croce dell'ordine dei Comandanti Polacchi.
Il 1º febbraio 2007 nel palazzo reale di Varsavia è stato trasmesso per la prima volta il suo film biografico "Dziennik pilota Gòry" con la regia di Adam Ustynowic, che poi è stato trasmesso sulla tv polacca e in Italia al festival Sport Movies & Tv svoltosi a Milano sempre nel 2007.
Il 15 agosto 2007 è stato nominato Generale di Brigata a riposo dal presidente della Polonia durante una solenne cerimonia a Varsavia.
Morì il 4 gennaio 2010 a 91 anni, per cause naturali legate all'avanzare dell'età.